# وایت لوتوس (فصل ۳)
فصل سوم وایت لوتوس، مجموعه آنتولوژی کمدی درام آمریکایی، در ۱۶ فوریه ۲۰۲۵ از شبکهٔ اچ‌بی‌او پخش شد. تولید این فصل در نوامبر ۲۰۲۲ تأیید شد و فیلم‌برداری آن از فوریه تا اوت ۲۰۲۴ در بانکوک، پوکت و کو ساموی در تایلند انجام گرفت. مایک وایت، سازندهٔ مجموعه، نویسندگی و کارگردانی هر هشت قسمت این فصل را بر عهده داشته است.
در این فصل، گروهی از بازیگران از جمله لسلی بیب، کری کون، والتون گاگینز، جیسون آیزکس، لیسا، میشل موناهن، پارکر پوزی، پاتریک شوارتزنگر، ایمی لو وود، سم راکول، اسکات گلن و جون گریس ایفای نقش کردند. همچنین ناتاشا راثوِل و جون گریس نقش‌های خود از فصل‌های پیشین را تکرار کرده‌اند. داستان این فصل حول محور زندگی کارکنان و مهمانان ثروتمند یک اقامتگاه سلامت‌محور در تایلند می‌چرخد. فصل سوم در مجموع نقدهای مثبتی از سوی منتقدان دریافت کرد، هرچند بسیاری از آن‌ها از روند کند داستان انتقاد کرده و قسمت پایانی را ناامیدکننده دانستند.

## تولید

### توسعه
در ۱۸ نوامبر ۲۰۲۲، پیش از پخش فصل دوم، شبکهٔ اچ‌بی‌او مجموعه وایت لوتوس را برای فصل سوم تمدید کرد. پس از پخش قسمت پایانی فصل دوم، مایک وایت، سازندهٔ مجموعه، اشاره کرد که فصل بعدی در آسیا خواهد گذشت و نگاهی طنزآمیز و هجوگونه به مرگ، دین شرقی و معنویت خواهد داشت؛ مشابه با رویکرد فصل اول که بر موضوع پول متمرکز بود و فصل دوم که به مسئلهٔ روابط جنسی می‌پرداخت.
بر اساس گفته‌های مارک کامین، تهیه‌کننده اجرایی، مایک وایت از همان ابتدای کار تصمیم گرفت که فصل سوم به فلسفه شرقی بپردازد، بنابراین فهرست اولیهٔ مکان‌های مورد نظر شامل بالی، ژاپن، کره، فیلیپین، سریلانکا و تایلند بود. از طریق بحث‌ها و تحقیقات مختلف، این فهرست به ژاپن و تایلند محدود شد و سپس کامین، وایت «و دیگران» سفرهای تحقیقاتی به هر دو کشور انجام دادند.
در یکی از این سفرها، مایک وایت به برونشیت مبتلا شد و یک نبولایزر استروئیدی دریافت کرد. در حین بهبودی، «او خود را در حال تصور گروهی از غربی‌ها یافت که برای جستجوی تجدید حیات معنوی به تایلند می‌روند».
تولید فصل سوم تحت تأثیر اعتصاب انجمن نویسندگان آمریکا در سال ۲۰۲۳ قرار گرفت، که باعث شد تاریخ انتشار آن به سال ۲۰۲۵ منتقل شود.

### فیلم‌برداری
در مارس ۲۰۲۳، ورایتی گزارش داد که احتمالاً فیلم‌برداری فصل سوم در یکی از هتل‌های چهار فصل در تایلند انجام خواهد شد. مایک وایت جزیره هونشو در ژاپن را به عنوان مکان فیلم‌برداری بررسی کرده بود، اما در نهایت تایلند انتخاب شد زیرا این مجموعه از مشوق مالیاتی ۴٫۴ میلیون دلاری برای فیلم‌برداری در این کشور بهره‌مند شد، در حالی که ژاپن سیستم مشوق‌های مالیاتی برای فیلم‌سازی ندارد. فیلم‌برداری اصلی در فوریه ۲۰۲۴ آغاز شد و لوکیشن‌های فیلم‌برداری شامل بانکوک، پوکت و کو ساموی بود و در اوت ۲۰۲۴ به پایان رسید.